# Granja do Ulmeiro

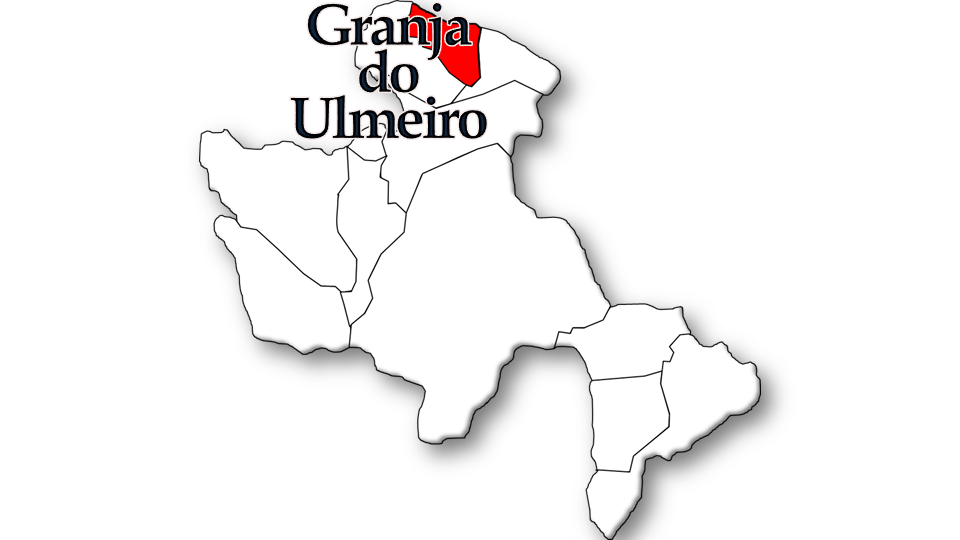
Localização da freguesia no Município de Soure

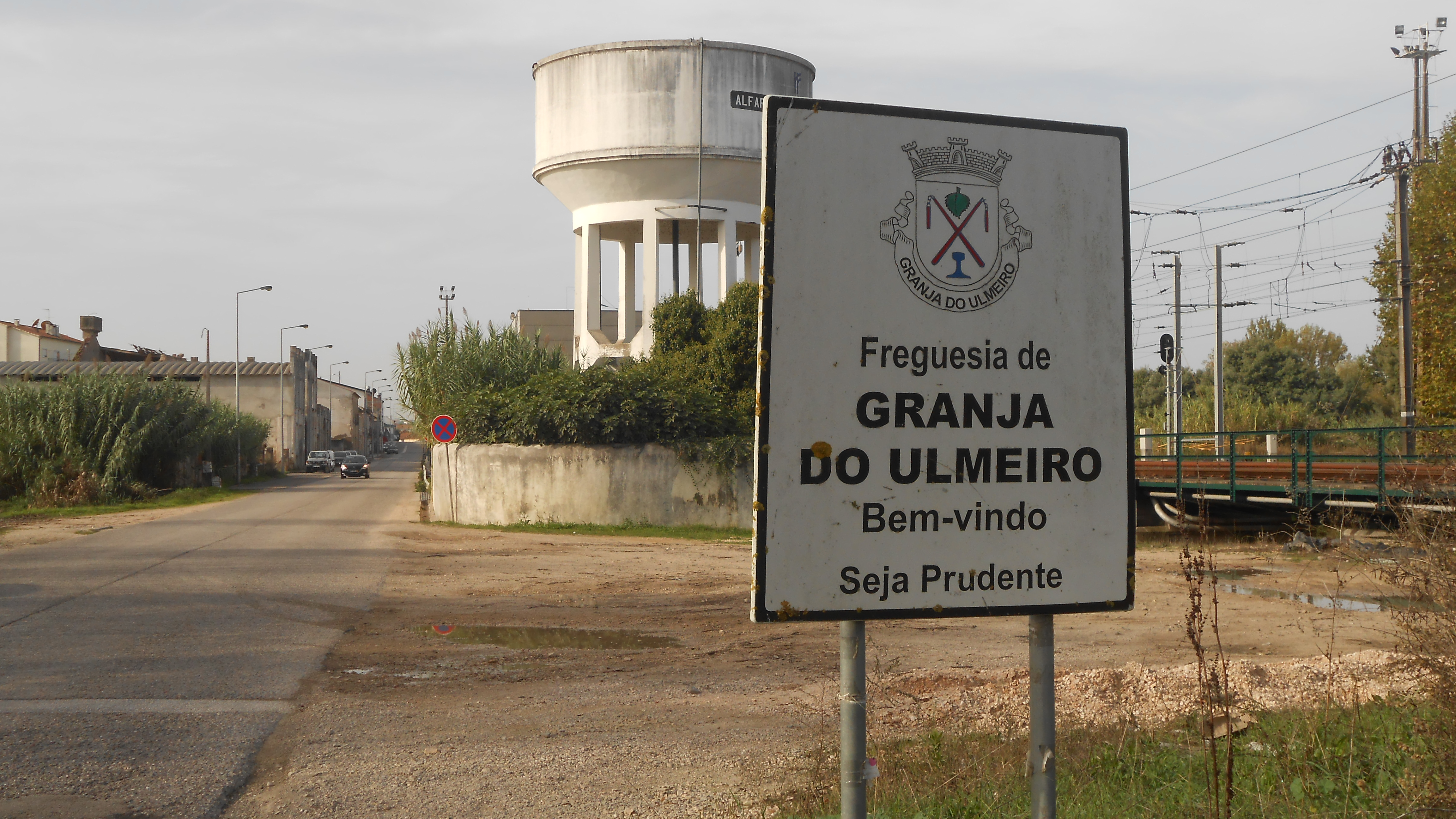
Sinalética de boas-vindas com a cisterna ferroviária em segundo plano.

Granja do Ulmeiro é uma povoação portuguesa sede da Freguesia de Granja do Ulmeiro do Município de Soure, freguesia com 5,05 km² de área e 1699 habitantes (censo de 2021), tendo, por isso, uma densidade populacional de 336,4 hab./km².
Tem como limites a Freguesia de Santo Varão (pertencente ao Município de Montemor-o-Velho) a norte e a este, a de Figueiró do Campo, ainda a este, e, a sul, a Freguesia de Alfarelos. 
A sua importância como entroncamento ferroviário (Linha do Norte e Ramal de Alfarelos) diminuiu na atualidade, mas a sua proximidade e facilidade de acessos às cidades de Coimbra e Figueira da Foz transformaram a Granja do Ulmeiro numa localidade dormitório para muitos trabalhadores.
Na última década, a freguesia cresceu quer em área quer em número de habitantes.

## Localização
A freguesia da Granja do Ulmeiro encontra-se localizada no extremo norte do Município de Soure, de cuja sede dista cerca de 18 km, na margem esquerda do rio Mondego. Ocupando uma área de aproximadamente 5,05 km2quadrados, estende-se por várias povoações, as quais constam abaixo, no tópico 'Lugares'.

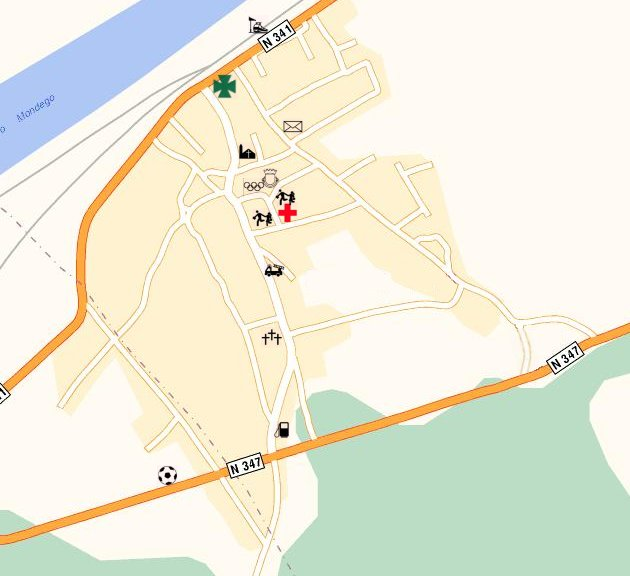
A estação de Alfarelos localiza-se junto na margem esquerda do Mondego, no extremo norte da povoação de Granja do Ulmeiro.

## Demografia
A população registada nos censos foi:
| Distribuição da População por Grupos Etários | Distribuição da População por Grupos Etários | Distribuição da População por Grupos Etários | Distribuição da População por Grupos Etários | Distribuição da População por Grupos Etários |
| -------------------------------------------- | -------------------------------------------- | -------------------------------------------- | -------------------------------------------- | -------------------------------------------- |
| Ano                                          | 0-14 Anos                                    | 15-24 Anos                                   | 25-64 Anos                                   | > 65 Anos                                    |
| 2001                                         | 224                                          | 203                                          | 874                                          | 368                                          |
| 2011                                         | 272                                          | 186                                          | 1009                                         | 399                                          |
| 2021                                         | 217                                          | 163                                          | 912                                          | 407                                          |

## História
Granja, topónimo de origem gaulesa, ter-se-á constituído ainda durante o reinado dos monarcas povoadores que se seguiram a D. Afonso Henriques.
A tradição aponta para um Senhor que aqui detinha uma extensa área de terras que formava uma vasta herdade, na época designada por Granja, na qual o Ulmeiro (ou olmo) era a espécie vegetal mais abundante e opulenta, pelo que o local ficou para sempre conhecido por Granja do Ulmeiro.
Outrora vigairaria da ordem de Cristo, da apresentação da Mesa da Consciência formou a comenda do São Gabriel do Ulmeiro avaliada em 756$000 reis nas primeiras décadas do Século XVII.
No átrio do Igreja Matriz, foi encontrada uma estação arqueológica composta por diversas sepulturas, tegulae e vários vasos de feição romana, o que constitui uma prova para o ancestral povoamento deste local por parte desta civilização guerreira. Para reforçar esta tendência, há indícios de que passava pela Granja do Ulmeiro uma importante via romana, que ainda hoje é utilizada, denominada toponimicamente por Estrada Larga. Esta via, mais tarde cortada pela estrada nacional 341 e pelas linhas de caminhos de ferro, cruzava o então rio de Mouros, sobre uma ponte romana conhecida por Ponte de Pedra (junto à estação ferroviária de Alfarelos - Granja do Ulmeiro) e atravessava todo o vale do rio Munda, hoje o Mondego, em direção ao povoado da Carapinheira.
Administrativamente beneficiou do foral de Montemor-o-Velho, dado por D. Manuel I, a 20 de agosto de 1516.
Durante anos consecutivos pertenceu ao concelho de Santo Varão, extinto em 24 de Julho de 1853, passando depois para o de Montemor-o-Velho, no qual permaneceu até 31 de Dezembro de 1853, ano em que integrou definitivamente o concelho de Soure.
Na primeira metade do século XX, pelo facto de enquadrar um importante e estratégico entroncamento ferroviário de Alfarelos, a freguesia veio a centralizar o acolhimento habitacional de várias centenas de famílias, pelo que regista, a partir dessa década, um forte desenvolvimento expansivo.
No campo histórico-cultural, importa referir a personalidade do Reverendo Padre Euclides de Morais, impulsionador da construção do Centro da Assistência Paroquial. Homem de grande desprendimento, no que concerne a bens materiais, orientou toda a sua vida em favor da causa dos mais desfavorecidos tendo ele sempre vivido segundo o ideal franciscano do desapego terreno.[parcial?]

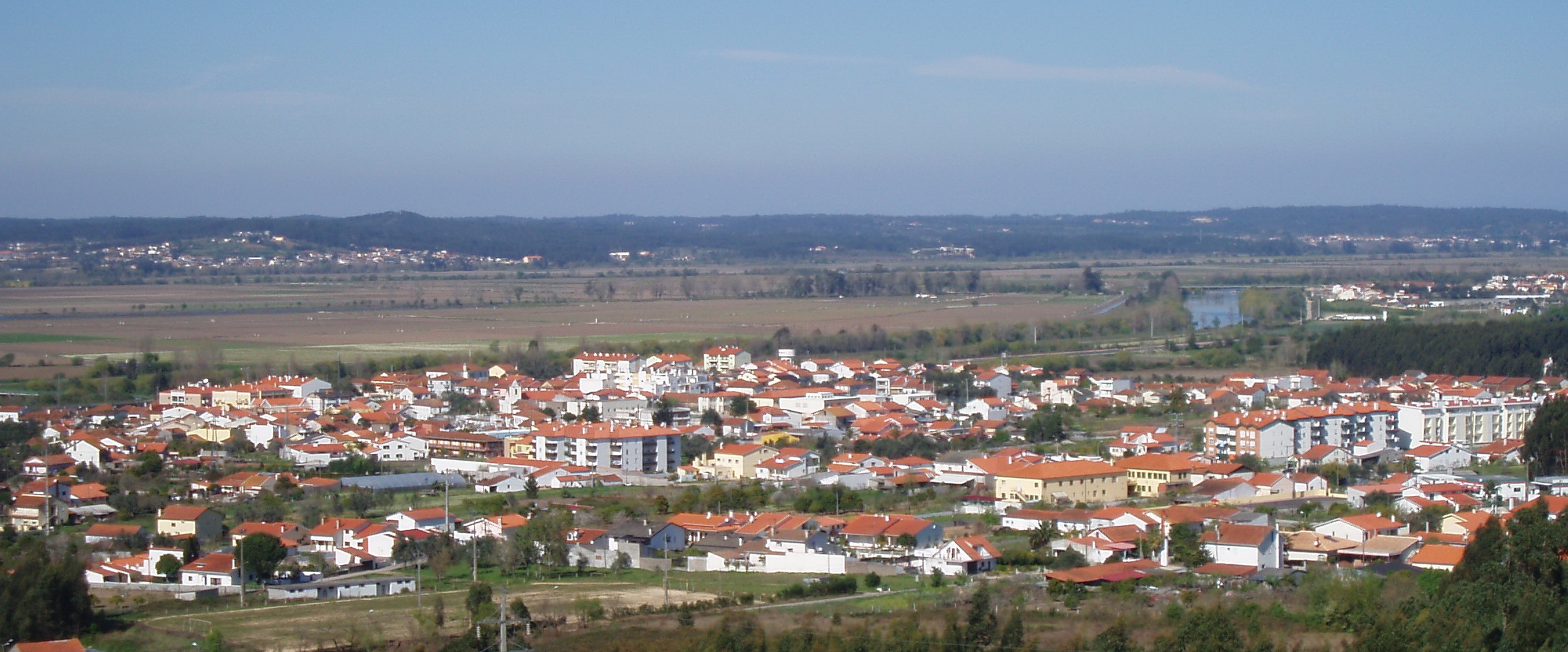
Granja do Ulmeiro.

## Lendas e Tradições

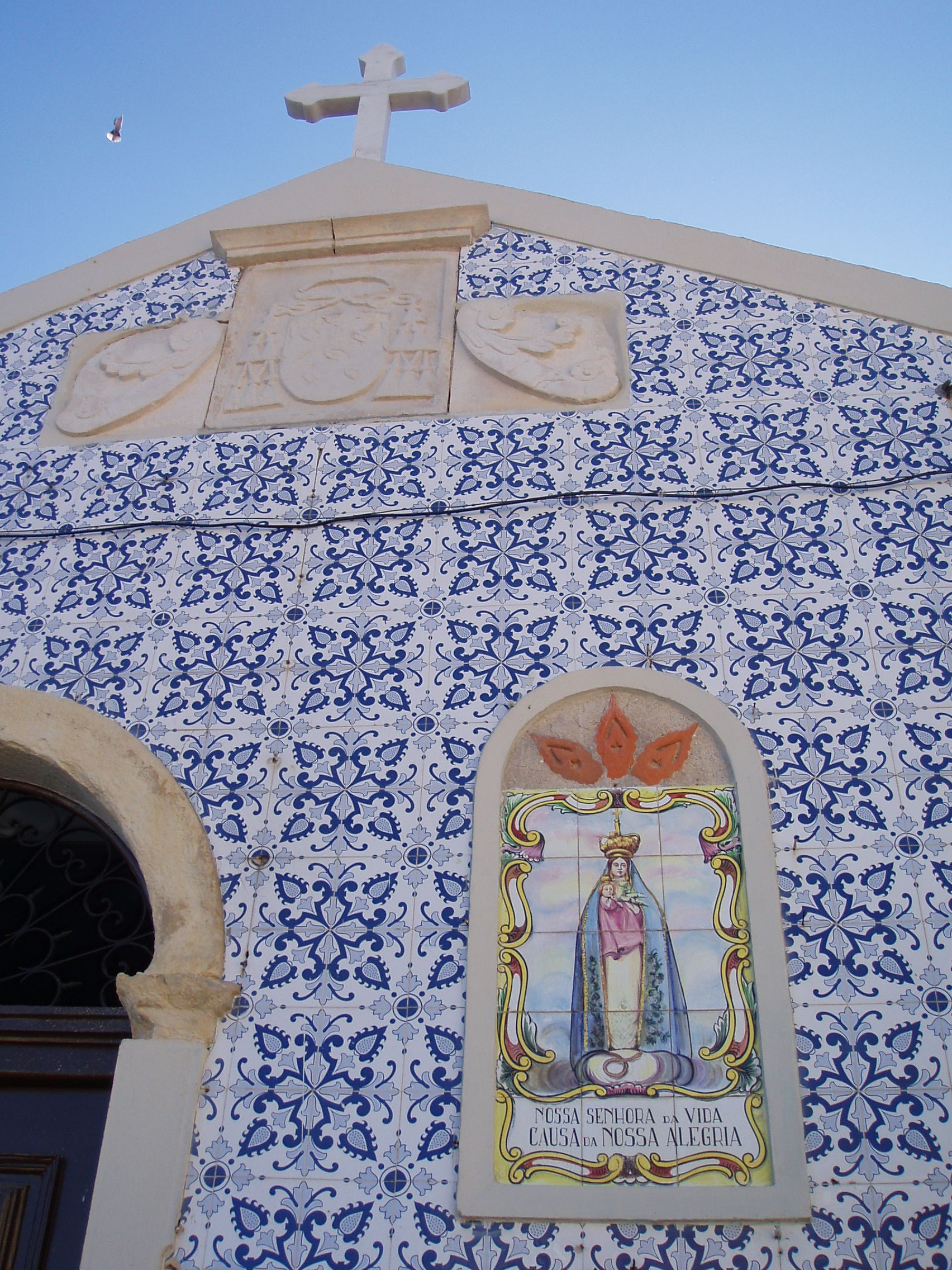
Capela da Nossa Senhora da Vida.

Na freguesia realizam-se festas em honra de Nossa Senhora da Vida, na Granja do Ulmeiro - sete semanas após a Páscoa, de São Gabriel, em Gabrielos, e de Santa Clara, na Painça, no último Domingo de Agosto (de dois em dois anos). Todas estas festividades têm a duração de uma semana.
Nossa Senhora da Vida é alvo de uma considerável veneração juntamente com o padroeiro São Gabriel, pelo que a ela também são organizados festejos, onde, para além das missas solenes e procissões, não faltam os zés-pereiras, as filarmónicas, os bailes noturnos, as feiras e a espetáculos pirotécnicos.
A tradição oral é utilizada na transmissão da história que faz a memória coletiva de um povo. Apesar de São Gabriel Arcanjo ser o padroeiro da Granja do Ulmeiro, a população local dedica um especial carinho a Nossa Senhora da Vida, o qual persiste de geração em geração.
A lenda de Nossa Senhora da Vida conta sucintamente que, em tempos recuados, quando Granja do Ulmeiro era apenas uma propriedade onde abundavam os ulmeiros, conjuntamente com diversas outras espécies, existiu uma laranjeira que, ao ser cortada pelo seu proprietário, vegetava de novo com uma rapidez impressionante.
Por tanta vez acontecer tal facto, foi naturalmente considerado um fenómeno. Então, aquele senhor, ao proceder a mais um desses cortes, mandou moldar uma imagem com o cepo cortado da laranjeira, não voltando mais a ocorrer tal vegetação. Dada essa miraculosa ocorrência, a imagem foi baptizada de Nossa Senhora da Vida.
Nesse mesmo local, onde outrora se erguia a teimosa laranjeira, erigiu-se a atual capela de evocação à Virgem.

## Monumentos

### Capela da Nossa Senhora da Vida
A Capela de Nossa Senhora da Vida, hoje em posse dos sucessores da família de D. Raquel de Piedade Gonçalves Mendes, é um pequeno templo, envolvido pelo casario circunvizinho, cuja data de construção por Frei Pedro Álvares remonta aos finais do século XVII. Completamente alterada da sua natureza original, encontra-se atualmente incaracterística.
Na sua frontaria pode observar-se um escudo de armas do século XVII, com os cinco cotos de asas dos Abreus e chapéu eclesiástico de três ordens de borlas.
No seu interior, o nicho retabular, seiscentista, secundário, abriga uma escultura da Virgem com o Menino, envolta em tecido, parecendo ser de pedra e daquela época.
O Cruzeiro de coluna dórica, datado de 1613 e reconstruído em 1910, encontra-se levantado em frente da Igreja Matriz.
No chanfro da base há letras do tipo popular, só legíveis em parte e que pertenciam à frase (O crux… qual) sola digna / fuisti (portare talentum mundi).

### Igreja Matriz

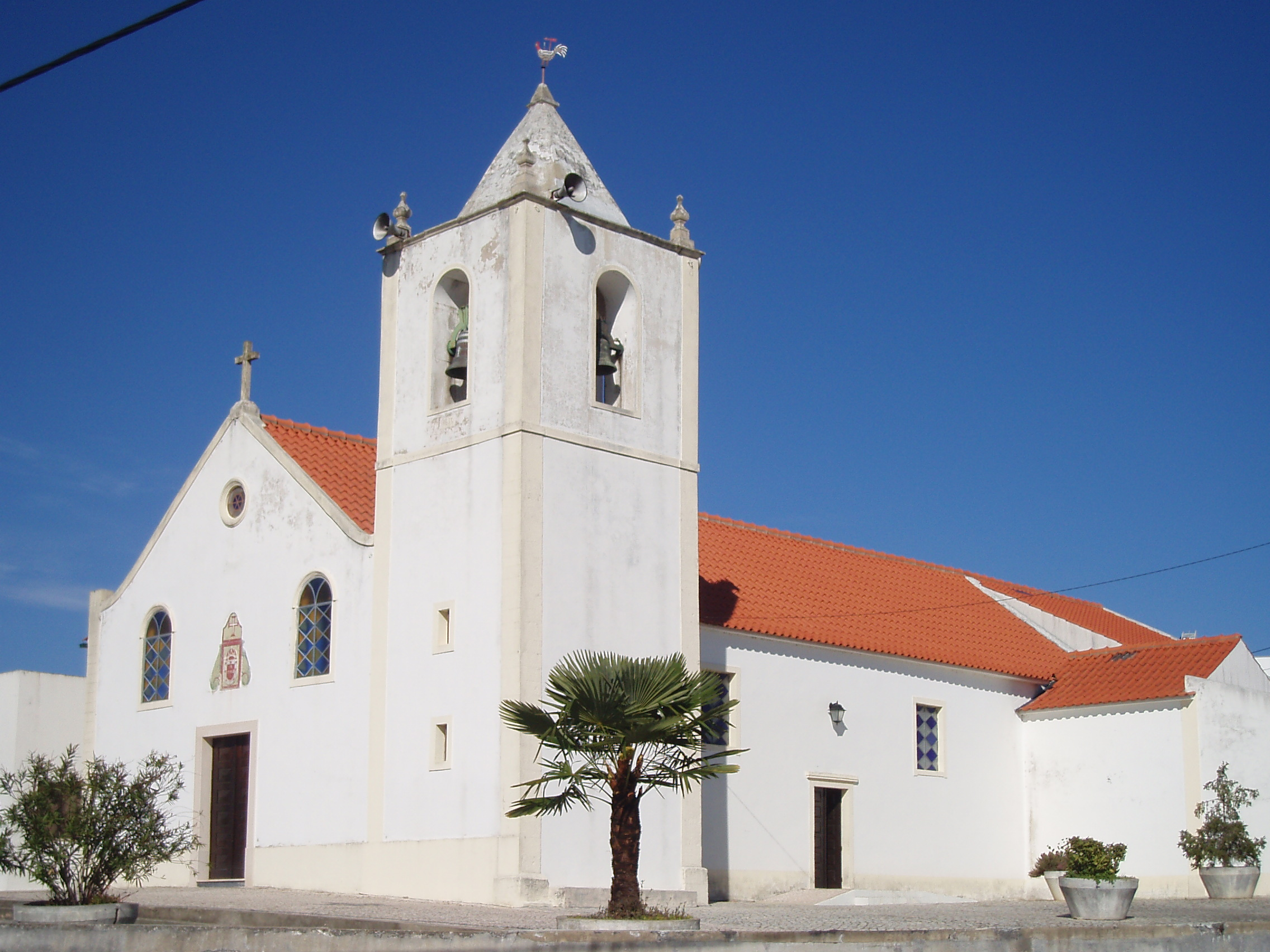
Igreja Matriz da Granja do Ulmeiro.

A Igreja Matriz apresenta-se como resultado das obras de ampliação e de restauração de uma antiga ermida dedicada a São Gabriel, mandada erigir pelo Infante D. Henrique, no século XV.
O retábulo do altar-mor é de talha dourada, datado do final do século XVII e possui duas colunas salomónicas (colunas lavradas em espiral) com parras e pesado sacrário ao centro. No fecho encontra-se o escudo nacional e a cruz dos padroeiros. No altar-mor pode-se ainda observar as imagens em pedra de São Gabriel (padroeiro da freguesia), do lado direito, e da Santíssima Trindade, gótica, do princípio do século XVI, do lado esquerdo.
O altar é de oedra, da segunda metade do século XVIII, de ornatos aconcheados.
Junto ao altar, e meio encobertos por ele, existiam dois baixos relevos de pedra do século XVII, com São Jorge a dominar o dragão e São Martinho a repartir a capa. Encontram-se atualmente, por iniciativa do Reverendo Padre Francisco Dias Ladeira, já falecido, à entrada da escadaria que dá acesso à porta principal da Igreja.
A capela lateral direita, dotada de um retábulo de madeira repintado, da segunda metade do século XVIII, mostra um grande relevo, representando São Miguel e as almas, tendo na parte alta a Trindade com a Virgem intercessora e um santo, da ordem dos eremitas Agostinhos.
A capela da esquerda, de Jesus, foi instituída por Frei Pedro Álvares.
Em tempos existiu um Cristo crucificado, em madeira, de tamanho médio, datado do século XVII.
Da mesma categoria e época, existiu uma Piedade de pedra, atualmente desaparecida.
Sob a mesa do altar, abrigam-se as figuras de uma deposição de Cristo, também do século XVII.
São Gabriel Arcanjo, padroeiro desta Freguesia, foi encarregado de anunciar à Virgem que ela iria ser mãe de Jesus, filho de Deus. Goza a par de Nossa Senhora da Vida de uma considerável veneração por parte de todos os Granjenses.

## Heráldica
1. A folha de ulmeiro aponta para a abundância desta espécie arbórea na região, em tempos.
2. Os dois manguais a vermelho e azul enaltecem a produção agrícola da freguesia.
3. Já o carril em perfil, também a azul, simboliza a importância do transporte ferroviário.

## Lugares
Além da sede, a Freguesia de Granja do Ulmeiro engloba os seguintes lugares:
- Alagoas
- Casal dos Galegos
- Gabrielos
- Painça de Cima
- Painça de Baixo

## Desporto, Cultura e Lazer

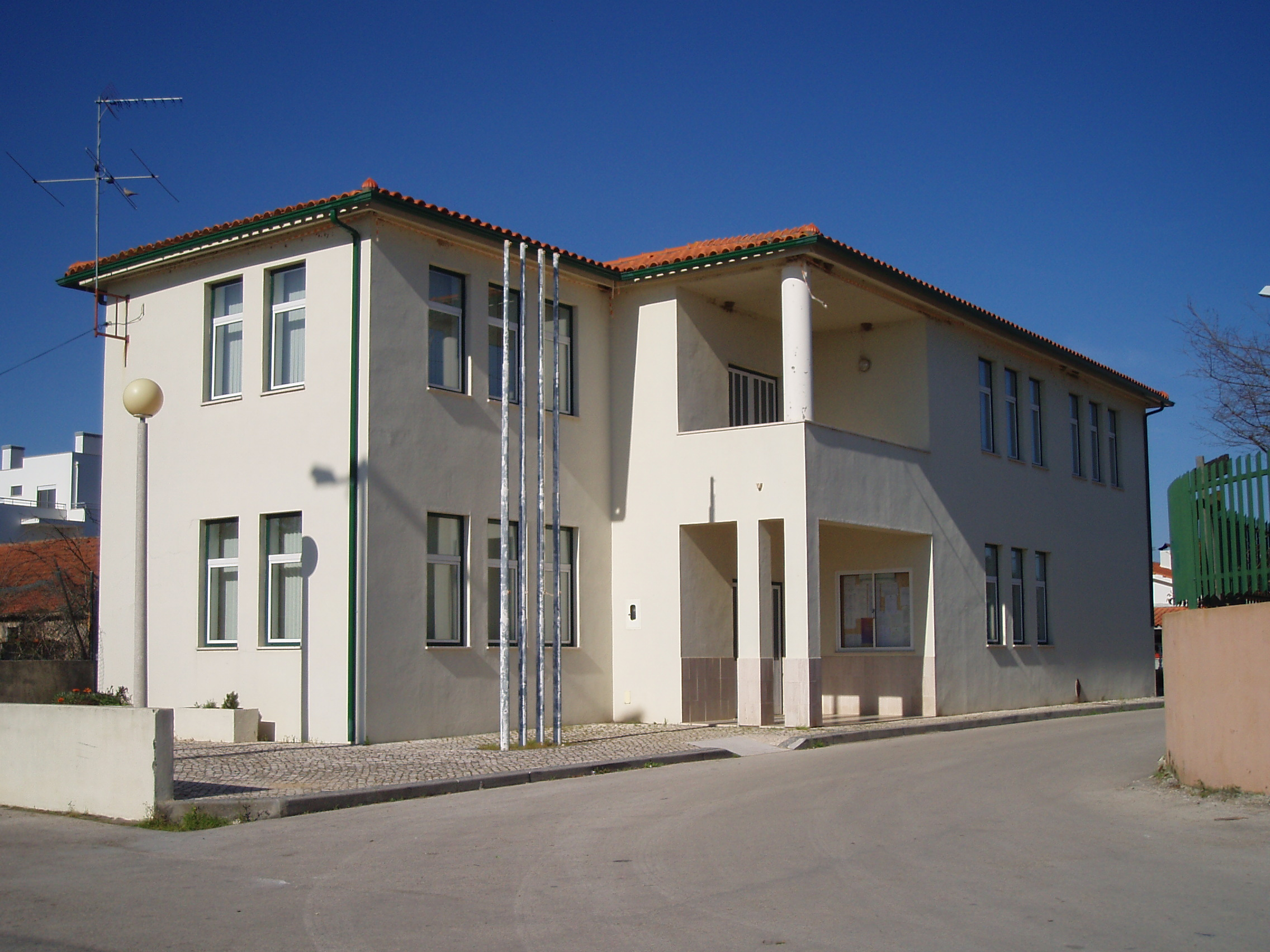
Edifício da Junta de Freguesia da Granja do Ulmeiro.

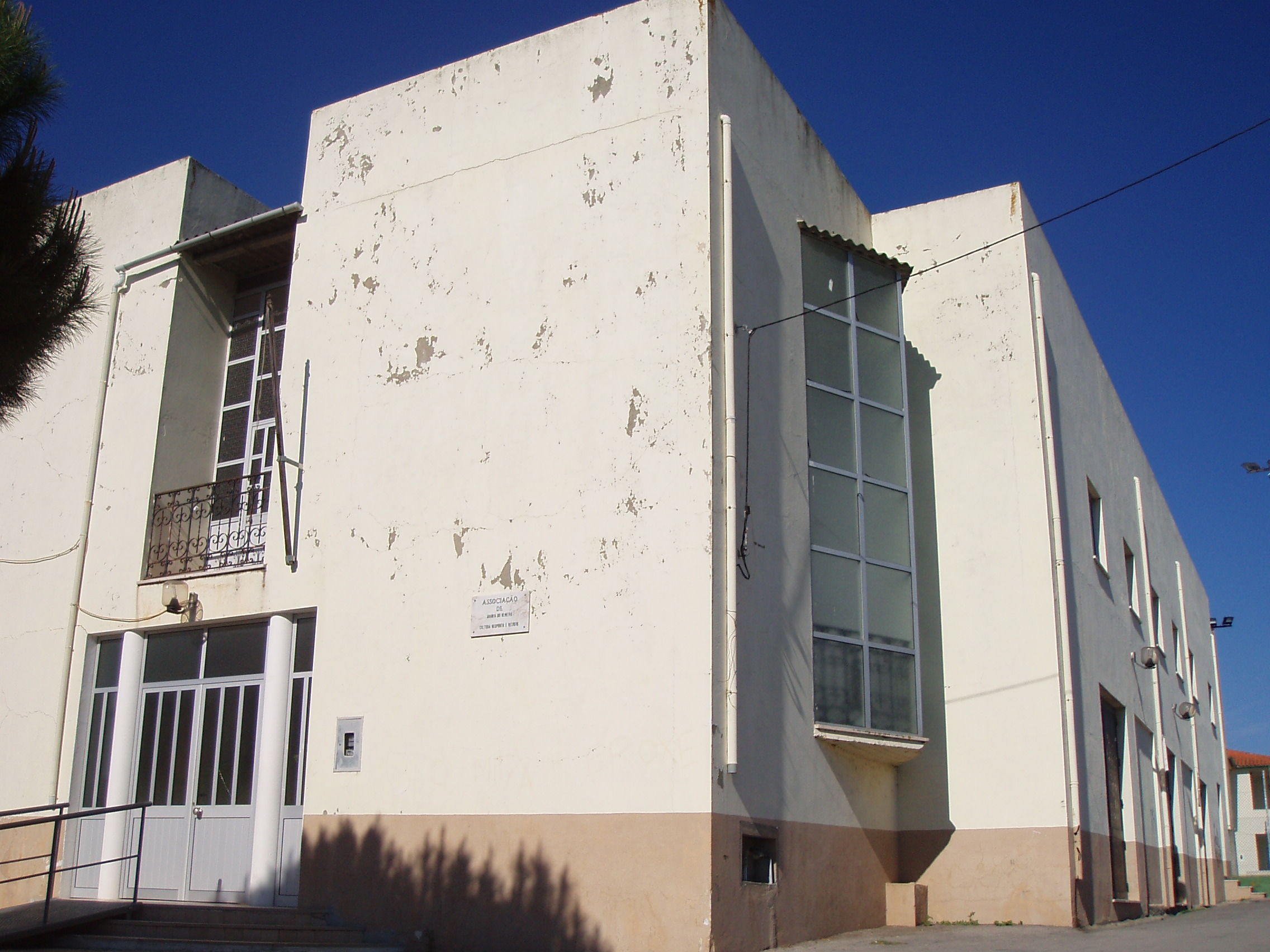
Associação da Granja do Ulmeiro, Cultura Desporto e Recreio.

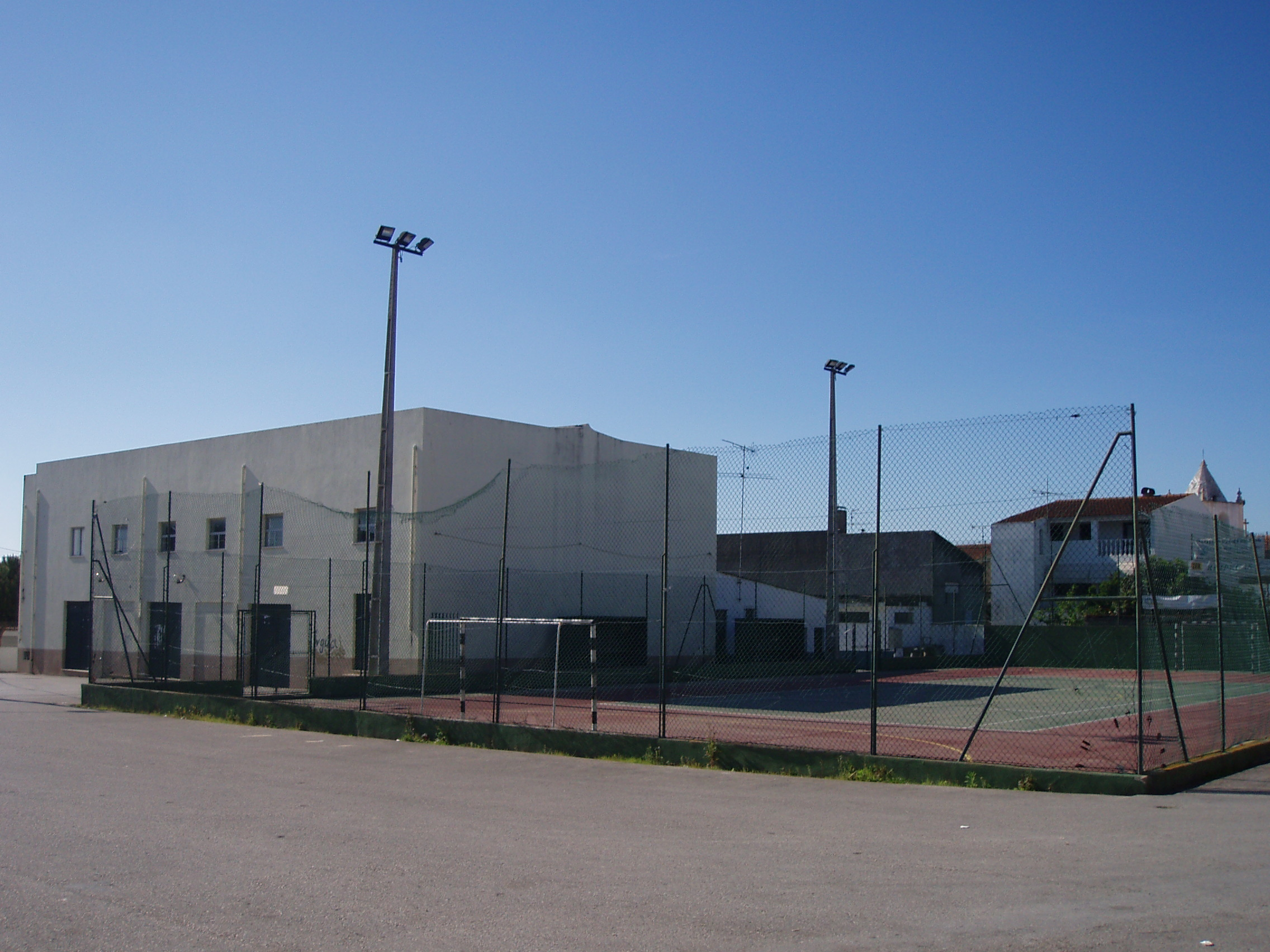
Associação de Granja do Ulmeiro e Poli desportivo.

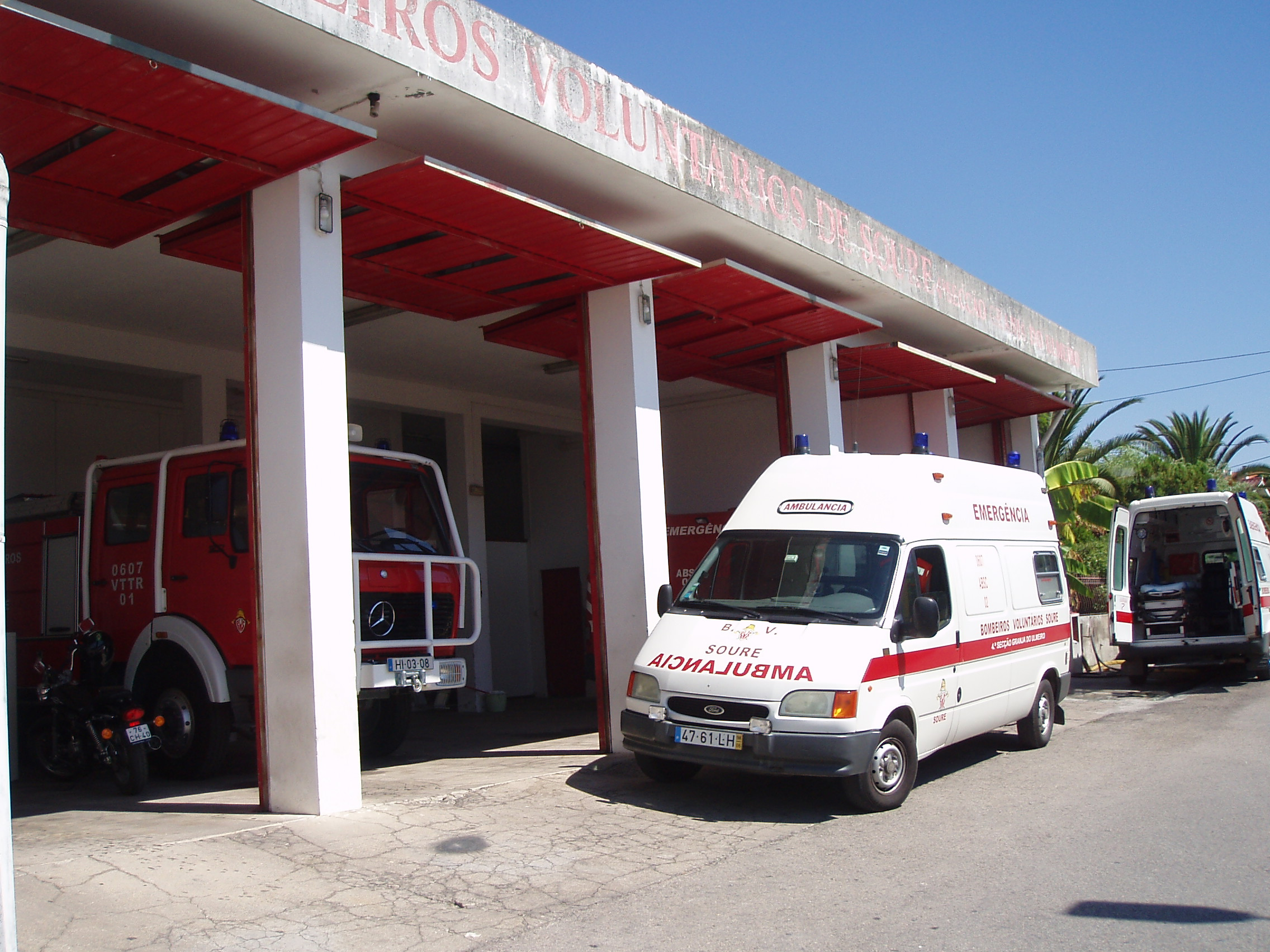
Quartel da 4ª Secção dos Bombeiros Voluntários de Soure, Granja do Ulmeiro.

Esta freguesia serve-se de meios comunitários como o Pavilhão Associativo.
A vida da Granja do Ulmeiro contém atividades múltiplas a que se juntam as suas associações, diversas e vocacionadas para a realização das pessoas e o progresso em geral.
São exemplo disso:
- A Associação da Granja do Ulmeiro, Cultura Desporto e Recreio
- A Quarta Secção dos Bombeiros Voluntários de Soure
- O Clube Desportivo de Caça e Pesca da Granja do Ulmeiro
- O Clube de Futebol Ulmeirense, constituído em 1930
- O Desportivo Columbófilo da Granja do Ulmeiro
- O Rancho Flores de Granja do Ulmeiro, fundado em 1921

## Ação Social
Esta freguesia tem ao dispor dos seus habitantes um jardim de infância e o Centro de Assistência Paroquial de Granja do Ulmeiro. Fundado em 8 de dezembro de 1959, foi seu fundador e patrono o Reverendo Padre Euclides de Morais. Alberga atualmente as valências de creche, jardim de infância, ATL, centro de dia, lar para idosos e serviço de apoio domiciliário à terceira idade.

## Ensino

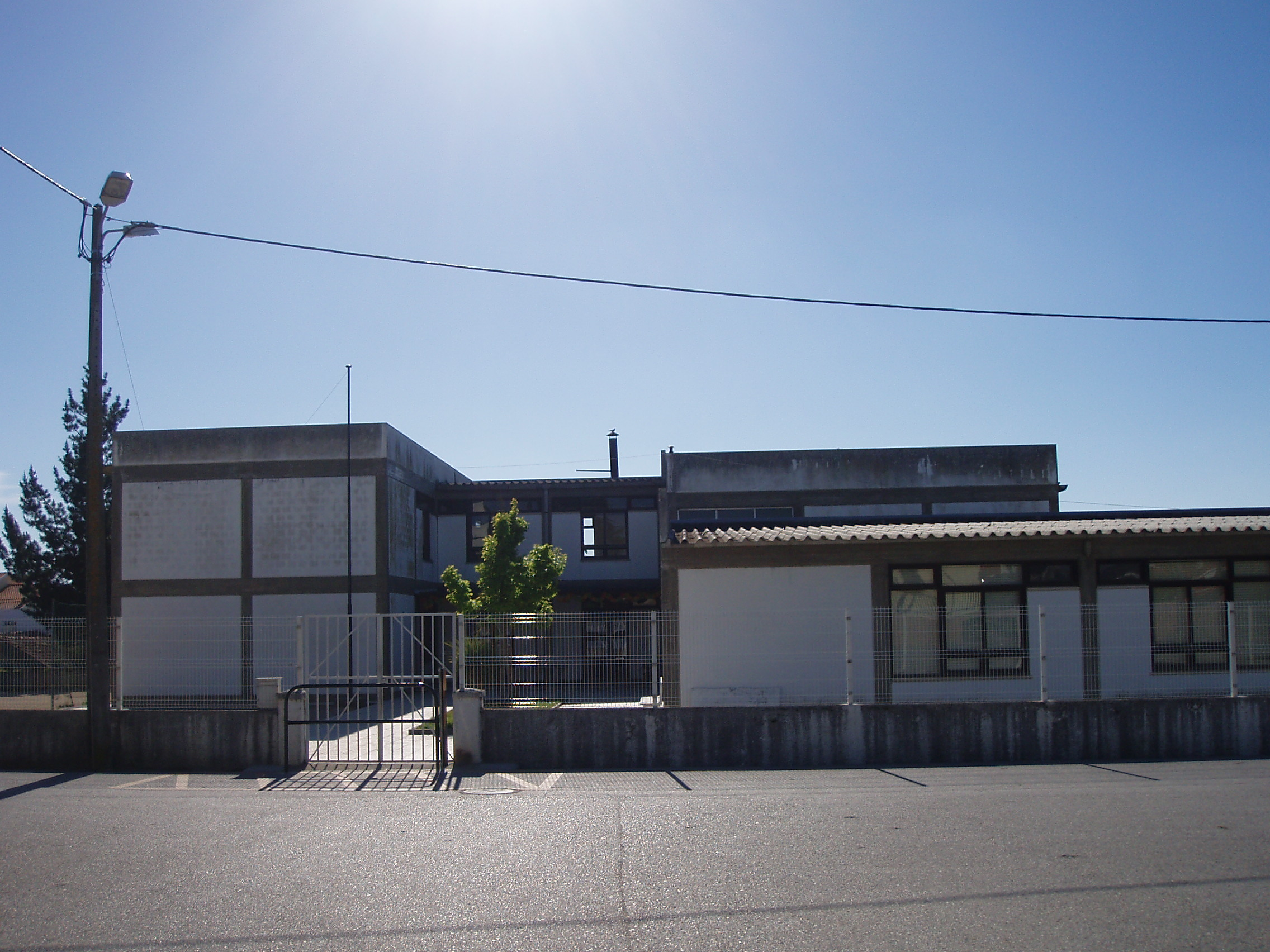
Escola Básica da Granja do Ulmeiro.

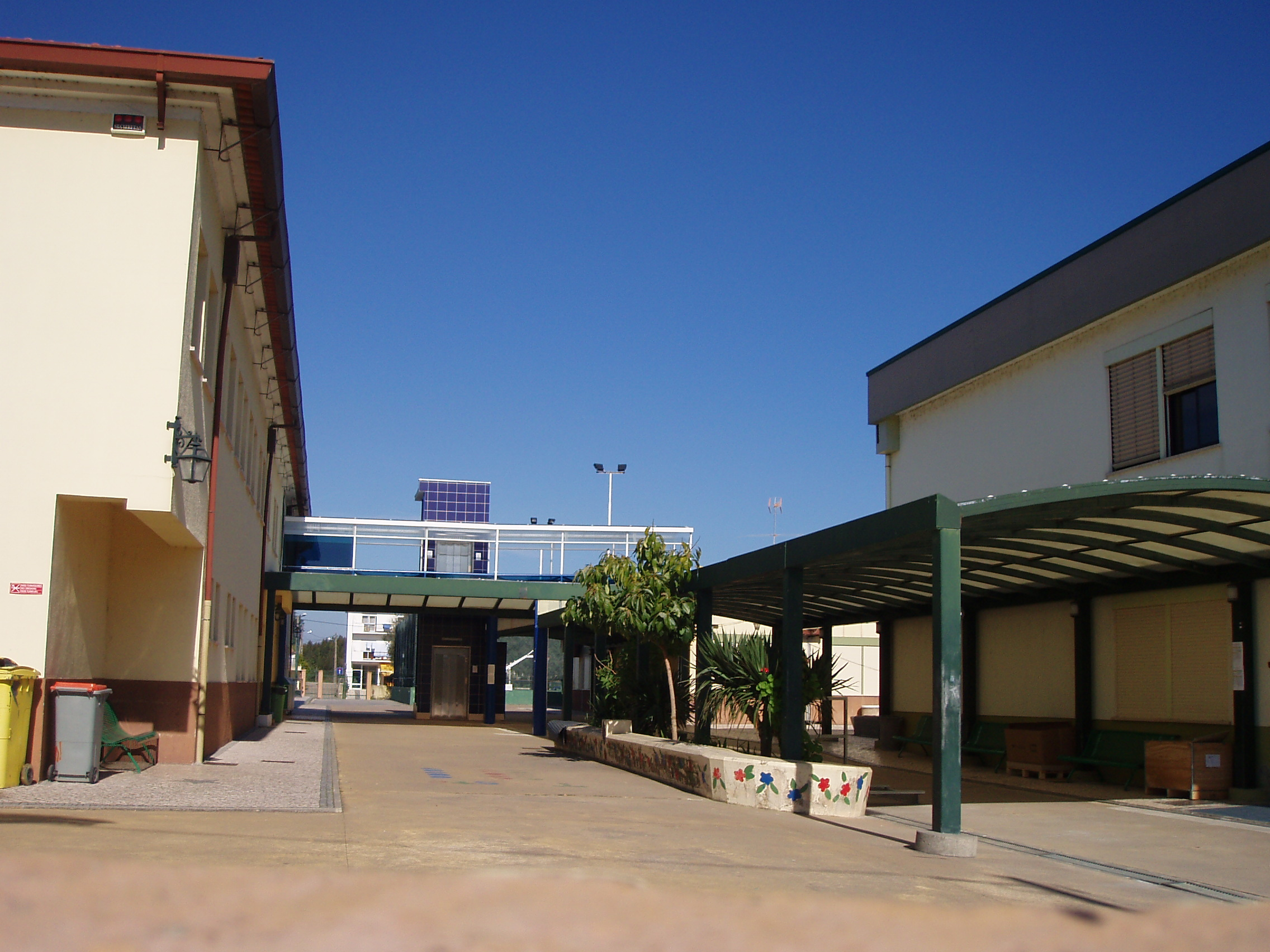
Instituto Pedro Hispano - Cooperativa de Educação, C.R.L.

Nesta freguesia existem infra-estruturas como a Escola Pública de Ensino Pré-Escolar, a Escola de Ensino Básico do Primeiro Ciclo e uma instituição de Ensino dos Segundo e Terceiro Ciclos e Secundário, o Instituto Pedro Hispano.